# Meltripata milleri
Meltripata milleri är en insektsart som beskrevs av Willemse, C. 1957. Meltripata milleri ingår i släktet Meltripata och familjen gräshoppor. Inga underarter finns listade i Catalogue of Life.